# Ceratocapsus neoboroides
Ceratocapsus neoboroides är en insektsart som beskrevs av Knight 1930. Ceratocapsus neoboroides ingår i släktet Ceratocapsus och familjen ängsskinnbaggar. Inga underarter finns listade i Catalogue of Life.